# 梁文韜 (教授)
梁文韜教授（Prof.
Leung Man To，1968年—），英屬香港出生，持香港永久性居民身份和中華民國國籍。現於中華民國任職國立成功大學政治學系教授及國立政治大學國際關係研究中心歐洲聯盟研究論壇學術委員會委員。

## 簡介
梁文韜其學歷為香港大學榮譽工程學士（1987-1990）、香港大學榮譽文學士（1990-1992），牛津大學政治學博士（1994-1998）。專研政治哲學、西洋政治思想史、近代中國政治思想史及公共倫理。
梁文韜曾任香港大學政治及公共行政學系助理研究主任或高級研究助理、香港大學政治及公共行政學系訪問助理教授、愛丁堡大學高級人文科學研究所訪問研究員、香港城市大學人文及社會科學學院公共及社會行政學系講師。
梁文韜積極參與臺灣及香港社會運動，為「議會革新聯盟」發起人。曾自言「我係港裔台灣人也係台南人」。亦不定期回香港，以嘉賓主持身份參與網上電台MyRadio節目。

## 著作
- （主編）《審議式民主的理想與侷限》（台北：巨流圖書公司，2011）
- 《國際政治理論與人道干預： 論多元主義與團合主義之爭辯》（台北：巨流圖書公司，2012）
- 《二十一世紀共慘世界：全球化的政治哲學省思》（台北：開學文化，2016）

## 外部連結
- 國立成功大學-政治學系-師資簡介-梁文韜
- 梁文韜 主張「立國約、設國號、定國界」（facebook）
- 無限期支持梁文韜教授抗共救港台（facebook）
- 梁文韜 （页面存档备份，存于）在想想論壇的專欄